# Atchanan
Atchanan (o Achanan, in armeno Աճանան; fino al 1978 Khalaj/Khaladzh/Khaladj/Halaj, in armeno Խալաջ) è un comune di 154 abitanti (2010) della Provincia di Syunik in Armenia.